# Léon Scieur

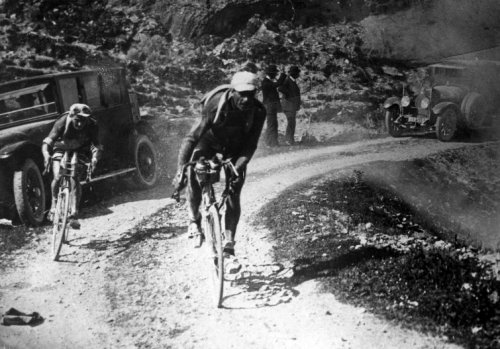
Léon Scieur durant el Tour de França de 1921.

Léon Scieur (Florennes, Namur, 19 de març de 1888 - Florennes, 7 d'octubre de 1969) va ser un ciclista belga que fou professional entre 1913 i 1925. Com tots els ciclistes de l'època es va veure afectat per la Primera Guerra Mundial, que va aturar la seva progressió.
En el seu palmarès destaca la victòria al Tour de França de 1921, en el qual també va aconseguir dues victòries d'etapa. Anteriorment, el 1920, havia aconseguit les seves primeres grans victòries, en guanyar la Lieja-Bastogne-Lieja i una etapa al Tour de França. En aquesta cursa a banda de la victòria final el 1921 acabà dues vegades en quarta posició, el 1919 i 1920.

## Palmarès
- 1913
  - Vencedor d'una etapa a la Volta a Bèlgica
- 1920
  - 1r a la Lieja-Bastogne-Lieja
  - Vencedor d'una etapa al Tour de França
- 1921
  - 1r al Tour de França i vencedor de dues etapes

### Resultats al Tour de França
- 1913. Abandona a la 7a etapa
- 1914. 14è a la classificació general
- 1919. 4t a la classificació general
- 1920. 4t a la classificació general i vencedor d'una etapa
- 1921. 1r de la classificació general i vencedor de dues etapes
- 1922. Abandona a la 3a etapa
- 1923. Abandona a la 7a etapa
- 1924. Abandona a la 6a etapa